# Асургер
Асургер (лат. Assurger anzac) — вид морских лучепёрых рыб из семейства волосохвостых (Trichiuridae), единственный в роде асургеров (Assurger).

## Описание
Длина тела до 2,5 м. Тело очень сильно удлиненное. Нижняя челюсть выдаётся вперёд. На челюстях располагаются длинные зубы. Длина головы укладывается 12 раз в длине тела. Глаз небольшой, диаметр укладывается 8 раз в длине головы. Спинной плавник очень длинный, тянется вдоль всего тела. Задний край крышечной кости закруглен. Брюшные плавники малые по размеры, имеют вид чешуйки, располагаются под задней половиной грудного плавника. Хвостовой плавник есть.

## Ареал
Обитает у островов Комуньдо у южного берега полуострова Корея, тихоокеанское побережье Японии, юго-западная Австралия.